# ショーン・モリマンド
ショーン・ピーター・モリマンド（Shawn Peter Morimando, 1992年11月20日 - ）は、アメリカ合衆国・ニューヨーク州カナンデイグア出身のプロ野球選手（投手）。左投左打。CPBLの富邦ガーディアンズ所属。

## 経歴

### プロ入りとインディアンス時代
2011年のMLBドラフト19巡目（全体578位）でクリーブランド・インディアンスから指名され、8月12日に契約を結び入団。
5年目の2015年に傘下AA級アクロン・ラバーダックスで28試合に先発登板して10勝12敗、防御率3.18の成績を残し、同年のシーズンオフにルール5ドラフトでの流出を防ぐ目的でマイク・クレビンジャーらと共に40人枠入りを果たした。
2016年は当初40人枠を外れ再び傘下AA級アクロンでプレーしていたが、7月2日に40人枠入りしメジャー初昇格。同日の対トロント・ブルージェイズ戦（ロジャース・センター）でメジャー初登板を果たした。この日のインディアンスはリリーフ投手のザック・マカリスターが先発を務めた所謂ブルペンデーであり、モリマンドは3回から3番手として登板し3.2回を2失点の投球内容だった。同年はメジャーでは2試合に登板し、防御率11.57の成績を残した。
2017年以降は傘下AAA級コロンバス・クリッパーズで主に登板したが、メジャー再昇格は果たせなかった。

### ブルージェイズ傘下時代
2018年7月1日にインディアンスから放出され、8日後の7月9日にトロント・ブルージェイズとマイナー契約を結んだ。主に傘下AAA級バッファロー・バイソンズでプレーしたが、メジャー昇格は果たせなかった。
2019年シーズンオフにブルージェイズからFAとなった
2020年は独立リーグのアトランティックリーグに所属するランカスター・バーンストーマーズと契約。しかし同年シーズンは新型コロナウイルス感染症の世界的流行の影響でリーグの全試合が中止されたため、試合出場の機会がないままオフにFAとなった。シーズンオフにはオーストラリアン・ベースボールリーグ（ABL）に加盟するキャンベラ・キャバルリーと契約し、8試合に登板して3勝3敗、防御率2.57の成績を残した。

### マーリンズ時代
2021年2月16日にマイアミ・マーリンズとマイナー契約を結んだ。開幕後は傘下AAA級ジャクソンビル・ジャンボシュリンプでプレーしていたが、ジョーダン・ホロウェイの故障に伴い5月22日にメジャー昇格を果たした。同年は4試合に登板したが、ブルペンデーとなった6月9日の対アトランタ・ブレーブス戦（ローンデポ・パーク）で5回無失点と好投した以外は登板全試合で複数失点を喫し、防御率9.58に終わった。同年シーズン終了後の9月29日にマーリンズからFAとなった。

### 中信兄弟時代（第1期）
2021年10月8日、退団したガブリエル・イノーアの代替選手として、ホセ・バルデスと共に中華職業棒球大聯盟（CPBL）に加盟する中信兄弟と契約したことが発表された。登録名は象魔力。契約後はシーズン終盤の4試合に登板して防御率5.68の成績を残し、同年の台湾シリーズの出場選手にも選ばれた。
2022年は15試合（うち先発14試合）に登板して7勝5敗、防御率2.56の成績を残していたが、7月10日に退団が発表された。

### SSG時代
2022年7月11日、退団したイバン・ノバの代替選手として、KBOリーグに加盟するSSGランダースと契約したことが発表された。登録名は모리만도。契約後はレギュラーシーズンでは7勝を挙げたが、韓国シリーズでは2敗を喫した。シーズン終了後に退団した。

### 中信兄弟時代（第2期）
2023年より中信兄弟と再び契約した。シーズン初登板は6回を無失点、4奪三振、1四球と安定した内容だったが、左肘に違和感を覚えたため検査をした結果、左肘の腱が断裂していることが判明。5月12日にトミー・ジョン手術を受け、以降はリハビリのためシーズン終了となった。
2024年は8月30日に515日ぶりの復帰登板を果たしたが、その翌日となる8月31日に自由契約となった。オフはオーストラリアン・ベースボールリーグ（ABL）のメルボルン・エイシズに入団し、9試合に先発登板して3勝2敗、防御率3.11という成績を挙げた。

### 富邦時代
2025年1月10日に富邦ガーディアンズと契約した。登録名は魔力藍。

## 詳細情報

### 年度別投手成績
| 年 度     | 球 団     | 登 板 | 先 発 | 完 投 | 完 封 | 無 四 球 | 勝 利 | 敗 戦 | セ 丨 ブ | ホ 丨 ル ド | 勝 率 | 打 者 | 投 球 回 | 被 安 打 | 被 本 塁 打 | 与 四 球 | 敬 遠 | 与 死 球 | 奪 三 振 | 暴 投 | ボ 丨 ク | 失 点 | 自 責 点 | 防 御 率 | W H I P |
| --------- | --------- | ----- | ----- | ----- | ----- | -------- | ----- | ----- | -------- | ----------- | ----- | ----- | -------- | -------- | ----------- | -------- | ----- | -------- | -------- | ----- | -------- | ----- | -------- | -------- | ------- |
| 2016      | CLE       | 2     | 0     | 0     | 0     | 0        | 0     | 0     | 0        | 0           | ---   | 27    | 4.2      | 9        | 2           | 5        | 0     | 0        | 5        | 0     | 0        | 6     | 6        | 11.57    | 3.00    |
| 2021      | MIA       | 4     | 0     | 0     | 0     | 0        | 0     | 0     | 0        | 0           | ---   | 54    | 10.1     | 18       | 2           | 5        | 0     | 0        | 9        | 0     | 0        | 11    | 11       | 9.58     | 2.23    |
| 2021      | 兄弟      | 4     | 2     | 0     | 0     | 0        | 0     | 2     | 0        | 0           | .000  | 63    | 12.2     | 17       | 0           | 8        | 0     | 1        | 12       | 0     | 0        | 13    | 8        | 5.68     | 1.97    |
| 2022      | 兄弟      | 15    | 14    | 0     | 0     | 0        | 7     | 5     | 0        | 0           | .583  | 385   | 91.1     | 80       | 2           | 29       | 0     | 9        | 89       | 3     | 0        | 36    | 26       | 2.56     | 1.19    |
| 2022      | SSG       | 12    | 12    | 0     | 0     | 0        | 7     | 1     | 0        | 0           | .875  | 304   | 75.1     | 57       | 2           | 23       | 0     | 4        | 67       | 2     | 0        | 19    | 14       | 1.67     | 1.06    |
| 2023      | 兄弟      | 1     | 1     | 0     | 0     | 0        | 1     | 0     | 0        | 0           | 1.000 | 20    | 6.0      | 2        | 0           | 1        | 0     | 0        | 4        | 0     | 0        | 0     | 0        | 0.00     | 0.50    |
| 2024      | 兄弟      | 1     | 1     | 0     | 0     | 0        | 0     | 0     | 0        | 0           | ----  | 18    | 4.0      | 6        | 0           | 2        | 0     | 0        | 3        | 1     | 0        | 1     | 1        | 2.25     | 2.00    |
| MLB：2年  | MLB：2年  | 6     | 0     | 0     | 0     | 0        | 0     | 0     | 0        | 0           | ---   | 81    | 15.0     | 27       | 4           | 10       | 0     | 0        | 14       | 0     | 0        | 17    | 17       | 10.20    | 2.47    |
| CPBL：4年 | CPBL：4年 | 21    | 18    | 0     | 0     | 0        | 8     | 7     | 1        | 0           | .533  | 486   | 114.0    | 105      | 2           | 40       | 0     | 10       | 108      | 4     | 0        | 50    | 35       | 2.76     | 1.27    |
| KBO：1年  | KBO：1年  | 12    | 12    | 0     | 0     | 0        | 7     | 1     | 0        | 0           | .875  | 304   | 75.1     | 57       | 2           | 23       | 0     | 4        | 67       | 2     | 0        | 19    | 14       | 1.67     | 1.06    |

### 記録
- 月間MVP : 1回（2022年4月）

### 背番号
- 50（2016年、2021年 - 同年8月）
- 55（2021年9月 - 2022年7月、2023年 - 2024年）
- 33（2022年7月 - 同年終了）
- 44（2025年 - ）